# Akhidjuk
Akhidjuk (Petit Akhi) (mort 1359) fou el malnom d'un emir de nom desconegut que va governar a Tabriz al segle xiv.
Era partidari del cobànida Malik Ashraf que fou derrotat i mort per Djahi Beg, kan mongol de l'Horda d'Or. Djahi va deixar com a governador de Tabriz al seu fill Berdi Beg, però va abandonar la ciutat el 1357 per anar a recollir la successió del pare. Akhidjuk, el càrrec anterior del qual és desconegut, per un mitjà o altre va quedar amb el poder que va estendre a tot l'Azerbaidjan i va enfrontar amb èxit per un temps al sultà djalayírida de Bagdad Uvays (o Uways) fill de Hasan-i Buzurg. Finalment el 1359 Uvays va conquerir Tabriz, i va fer executar a Akhidjuk. En els pocs anys que va governar va mantenir correspondència amb els mamelucs egipcis que li donen el títol de Sub al-asha. Va intentar també fer assassinar Uvays però no ho va aconseguir.